# Ферегеу (комуна)
Ферегеу (рум. Fărăgău) — комуна у повіті Муреш в Румунії. До складу комуни входять такі села (дані про населення за 2002 рік):
- Онука (71 особа)
- Поарта (192 особи)
- Тончу (835 осіб)
- Ферегеу (548 осіб) — адміністративний центр комуни
- Финаце (13 осіб)
- Ходая

Комуна розташована на відстані 286 км на північний захід від Бухареста, 24 км на північ від Тиргу-Муреша, 69 км на схід від Клуж-Напоки, 149 км на північний захід від Брашова.

## Населення
За даними перепису населення 2002 року у комуні проживали 1659 осіб.
Національний склад населення комуни:
| Національність | Кількість осіб | Відсоток |
| -------------- | -------------- | -------- |
| румуни         | 815            | 49,1%    |
| цигани         | 617            | 37,2%    |
| угорці         | 227            | 13,7%    |

Рідною мовою назвали:
| Мова      | Кількість осіб | Відсоток |
| --------- | -------------- | -------- |
| румунська | 820            | 49,4%    |
| циганська | 605            | 36,5%    |
| угорська  | 234            | 14,1%    |

Склад населення комуни за віросповіданням:
| Релігія            | Кількість осіб | Відсоток |
| ------------------ | -------------- | -------- |
| православні        | 808            | 48,7%    |
| реформати          | 768            | 46,3%    |
| греко-католики     | 28             | 1,7%     |
| адвентисти         | 13             | 0,8%     |
| римо-католики      | 11             | 0,7%     |
| унітарії           | 8              | 0,5%     |
| п'ятдесятники      | 3              | 0,2%     |
| не релігійні       | 3              | 0,2%     |
| баптисти           | 1              | 0,1%     |
| не вказали релігію | 4              | 0,2%     |